# Холланд, Декстер
Брайан Кит «Декстер» Холланд (англ. Bryan Keith «Dexter» Holland) (род. 29 декабря 1965, Гарден-Гров, Калифорния, США) — американский музыкант, наиболее известный как вокалист, ритм-гитарист и основной автор песен панк-рок-группы The Offspring. В 2017 году Холланд получил учёную степень по молекулярной биологии. Он также является соучредителем звукозаписывающего лейбла Nitro Records, которым он управлял с 1994 по 2013 год.

## Образование и научная карьера
Холланд учился в школе Pacifica High School в городе Гарден-Гров (штат Калифорния) и окончил её в 1984 году. Холланда интересовала математика, которую он считал «такой же захватывающей, как панк-рок». Затем он учился в Университете Южной Калифорнии, где получил степень бакалавра наук в области биологии и докторскую степень в области молекулярной биологии и был кандидатом на учёную степень доктора философии в области молекулярной биологии. Однако после успеха The Offspring он приостановил свою кандидатуру, чтобы сосредоточиться на музыке. В интервью 1995 года Холланд сказал, что когда ему исполнится 40 лет, он скорее будет профессором в университете, чем музыкантом.
Холланд работал в лаборатории исследований вирусной онкологии и протеомики при Keck School of Medicine в Лос-Анджелесе. В марте 2013 года Холланд опубликовал статью, которая описывает использование вычислительных молекулярно-биологических подходов для идентификации микроРНК-подобных последовательностей при определении ВИЧ-статуса. Декстер был удостоен степени доктора философии (PhD) в области молекулярной биологии 12 мая 2017 года.

## Музыкальная карьера

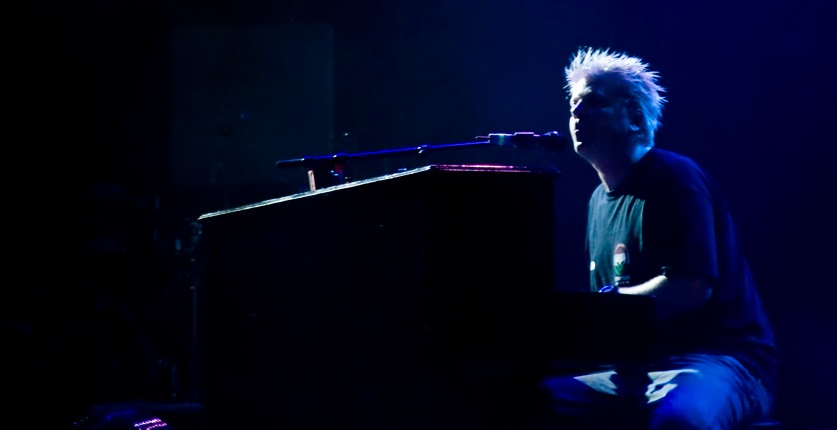
Декстер Холланд играет на пианино в 2009 году.

На музыкальный вкус Декстера оказали влияния таких групп как Aerosmith, The Beatles, Sex Pistols, Ramones, KISS, Queen, The Rolling Stones и Боб Марли.
Холланд вместе с его другом Грегом «Грег К.» Криселом основали панк-группу в 1984 году под названием «Manic Subsidal», где он играл на барабанах. Это случилось после того, как дуэт не смог попасть на концерт группы Social Distortion. После того, как был нанят в качестве барабанщика Джим Бентон, Холланд взял на себя роль гитариста и вокалиста.
После того, как к Manic Subsidal присоединился Кевин Вассерман, который стал вторым гитаристом в группе, и прочих изменений в составе, коллектив сменил название на The Offspring в 1985 году. После записи демо-альбома в 1988 году, группа подписала контракт с лейблом Nemesis Records. В марте 1989 года The Offspring записали свой дебютный одноимённый студийный альбом, выход которого состоялся 15 июня того же года. Впоследствии альбом будет переиздан 21 ноября 1995 года собственным лейблом Холланда Nitro Records. В 1991 году The Offspring подписали контракт с лейблом Epitaph Records, основателем которого является гитарист группы Bad Religion Бретт Гуревич. В 1992 году группа записала и выпустила второй студийный альбом Ignition, ставший первым, выпущенным на этом лейбле. В 1994 году был выпущен третий студийный альбом Smash, который до сих пор удерживает рекорд по количеству проданных копий на независимом лейбле. Этот альбом стал вторым и последним, выпущенным на лейбле Epitaph Records. Затем группа подписала контракт с лейблом Columbia Records в 1996 году и выпустила на нём следующие 6 альбомов: Ixnay on the Hombre (1997), Americana (1998), Conspiracy of One (2000), Splinter (2003), Rise and Fall, Rage and Grace (2008) и Days Go By (2012).
Декстер Холланд иногда играет на пианино во время концертов. На одном из концертов The Offspring Холланд исполнил на пианино песню «Gone Away» с четвёртого альбома Ixnay on the Hombre.

## «Gringo Bandito»
У Холланда есть свой собственный бренд острого соуса под названием Gringo Bandito с изображением Холланда, где на нём сомбреро и тёмные очки с патронташами и револьверами в руках,  — как возможная дань уважения логотипу соуса Tapatío hot sauce или Панчо Вилья.
Gringo Bandito был запущен в 2004 году после того, как Холланд, выросший в Южной Калифорнии, где мексиканская кухня считается „частью образа жизни“, задался вопросом, «может ли [он] сделать [острый соус] лучше».
По поводу концепции острого соуса Холланд утверждает, что в начале 2000-х годов, когда он ел мексиканскую еду, начал читать этикетку бутылки Tapatío hot sauce: «Меня просто осенило, что я должен это сделать. Люди, которые любят острый соус, — это определенный тип людей. Они будут иметь бутылку с собой, куда бы они не пошли. Я один из таких людей. И когда я чем-то увлекаюсь, я в это погружаюсь. Это как моя музыка — я любил пластинки разных исполнителей, поэтому я захотел сам играть на гитаре. В результате чего, появилась группа».
Соус Gringo Bandito доступен более чем в 500 ресторанах и 7000 магазинах. Он также вошёл в число самых продаваемых по версии Amazon.
Штаб-квартира Gringo Bandito находится в индустриальном парке города Хантингтон-Бич, рядом со студией звукозаписи The Offspring.

## Благотворительность
В 1997 году лидер The Offspring и экс-вокалист группы Dead Kennedys Джелло Биафра создали фонд F.S.U., средства в котором аккумулируются благодаря благотворительным концертам. Фонд помог AIDS Project Los Angeles, Обществу бедных людей и другим нуждающимся организациям.
В 2006 и 2008 годах Холланд участвовал в Лос-Анджелесском марафоне с проектом Innocence. Это некоммерческая юридическая клиника, которая может доказать невиновность по анализу ДНК уже после вынесения обвинительного приговора.

## Личная жизнь
Первой женой Декстера Холланда была парикмахерша Кристин Луна. Они познакомились в 1992 году и женились в 1995 году. Она – соавтор песни «Session» из альбома Ignition, и её можно увидеть в видеоклипе к песне «I Choose» с альбома Ixnay on the Hombre. Брак их продержался 17 лет и в 2012 году распался. С 2013 года Холланд женат на Эмбер Сасс. У Декстера и Эмбер двое детей, Лейла и Зуи. У Холланда также есть дочь, Алекса Холланд, от предыдущих отношений. Она родилась в 1986 году и также занимается музыкой, выступает под сценическим псевдонимом Lex Land.
Холланд — лицензионный пилот. В ноябре 2004 года он совершил 10-дневный полёт по всему миру. Музыкант коллекционирует марки с изображением Острова Мэн.

## Инструменты
С 1993 по 2011 год, Декстер играл на Ibanez Rg Custom изготовленных из махагони, с установленными на них звукоснимателями DiMarzio Super Distortion, но на некоторых его экземплярах установлены звукосниматели DiMarzio Super 3, с 2012 года Декстер использует гитары Ibanez ART Custom, но альбом Rise And Fall, Rage And Grace Брайн записал на Gibson SG Vintage Junior. Также Декстер имеет несколько акустических гитар Taylor. Из усилителей, примочек и преампов Декстер использует грелку Ibanez TubeScreamer, преамп Marshall JMP-1 с усилителем мощности Marshall EL 34 100/100 и кабинетом Marshall 1960 4x12, голову Mesa/Boogie Mark IV и кабинет Mesa/Boogie Rectifier 4x12. Брайан предпочитает медиаторы Dunlop Tortex 0,73.